# ライス・バスケス
ライス・バスケス（Laís Vasques、1996年2月12日 - ）は、ブラジルの女子バレーボール選手。ブラジル代表。

## 来歴

### クラブチーム
2014年、ジェルダウ・ミナスに入団。2015/16シーズンのブラジル・スーパーリーガで3位となった。2016/17シーズンはSesi São Pauloで1年間プレーした。2017年、プライア・クルーベに移籍。在籍した4年間でブラジル・スーパーリーガで優勝1回、準優勝2回、ブラジルカップで準優勝4回の成績を残した。2021年の南米クラブ選手権では優勝を果たした。2021/22シーズンはBarueri VCで1年間プレーした。2022年5月、Sesc RJ フラメンゴへの移籍が発表され、2023/24シーズンのブラジル・スーパーリーガで3位、2024/25シーズンのブラジル・スーパーリーガではベストレシーバー部門でトップの活躍をみせた。

### 代表チーム
アンダーカテゴリーの代表として、2011年、U-17南米選手権に出場し金メダルを獲得し、ベストリベロ賞を受賞した。2013年、U-19世界選手権に出場し銅メダルを獲得した。2014年、U-20南米選手権に出場し金メダルを獲得し、ベストリベロ賞を受賞した。2015年、U-20世界選手権に出場し銀メダルを獲得した。2016年、シニア代表に初選出され、同年のモントルーバレーマスターズに出場した。同年のU-23南米選手権に出場し金メダルを獲得した。2023年、ネーションズリーグに出場した。

## 球歴
- ネーションズリーグ - 2023年

## 所属クラブ
- ジェルダウ・ミナス（2014-2016年）
- Sesi São Paulo（2016-2017年）
- プライア・クルーベ（2017-2021年）
- Barueri VC（2021-2022年）
- Sesc RJ フラメンゴ（2022年-）